# Alfonso Bialetti

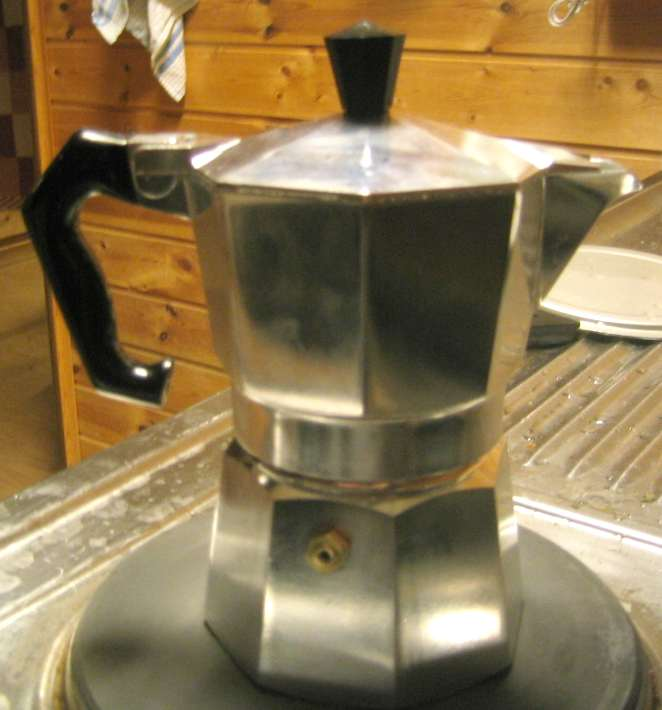
Bialettiho kávovar

Alfonso Bialetti (1888–1970) byl italský inženýr, vynálezce elegantně jednoduchého řešení kávovaru Moka Express navrženého v roce 1933. Okamžitě po uvedení na trh se konvička stala hitem a ikonou roku 1950.[zdroj⁠?!] Moka Express je jakýmsi symbolem cucina Italiana (italské domácnosti) a neodmyslitelně k ní patří dodnes. Časem bylo vyvinuto několik variant od jednošálkové verze až po Mukka Express (speciální verze s kravským potiskem přednostně určená pro přípravu cappuccina. Bialetti byl také zakladatelem Bialetti Industrie SpA, která je nyní jedním z největších výrobců kuchyňských spotřebičů.